# NGC 860
NGC 860 је елиптична галаксија у сазвежђу Троугао која се налази на NGC листи објеката дубоког неба.
Деклинација објекта је + 30° 46' 46" а ректасцензија 2h 15m 0,1s. Привидна величина (магнитуда) објекта NGC 860 износи 14,2 а фотографска магнитуда 15,2. NGC 860 је још познат и под ознакама CGCG 504-37, NPM1G +30.0071, PGC 8606.